# Blechnum floresii
Blechnum floresii är en kambräkenväxtart som först beskrevs av Sod., och fick sitt nu gällande namn av Carl Frederik Albert Christensen. Blechnum floresii ingår i släktet Blechnum och familjen Blechnaceae. Inga underarter finns listade.